# سوق الاحد
سوق الاحد (به عربی: سوق الأحد) یک منطقهٔ مسکونی در تونس است که در استان قبلی واقع شده‌است. سوق الاحد  ۱۸٬۹۸۳ نفر جمعیت دارد.